# 1948年の映画
1948年の映画（1948ねんのえいが）では、1948年（昭和23年）の映画分野の動向についてまとめる。
1947年の映画 - 1948年の映画 - 1949年の映画

## 出来事

### 世界
- 2月11日 - ソ連、セルゲイ・エイゼンシュテイン監督死去[1][2]。
- 3月 - 英国、英米映画協定（Anglo-American Film Agreement）調印[2][3]。アメリカ映画へのドル支払いの上限を年間425万ポンド（約1700万ドル）とし、それ以上の収益はイギリス映画産業に投資することを条件に、外国映画に課せられた関税（税率75%）を撤廃[4][3]。
- 5月3日 - 米国最高裁、MGM、 パラマウント、20世紀フォックス、RKO、ワーナーに対し、独禁法により製作・配給の分離を判決[2][5]。（パラマウント訴訟）
- 5月25日 - フランス、ジャック・フェデー監督死去[6][7]。
- 7月23日 - 米国、「アメリカ映画の父」D・W・グリフィス監督死去[6][8]。
- 月日不詳
  - フランス、フランス映画保護法成立[2]。
  - フランス、映画の父・ルイ・リュミエール死去に伴い、ハイ・リュミエール賞創設[2]。

### 日本
- 1月
  - 入場票券に検印を実施する[9]。
  - 戦後初のフランス映画『美女と野獣』公開[9]。
  - 1月7日 - 大映・永田雅一社長、公職追放に該当[10]。
  - 1月14日 - 東宝、企業再建整備対策要項を発表し、全社員に協力を要望[11]。
  - 1月15日 - 大映、真鍋八千代社長就任[10]。
  - 1月16日 - 日本映画連合会（映連）、日本映画最高名誉賞と日本映画シナリオ賞制定[10]。
  - 1月25日 - 大映、CIE教育映画日本語版製作決定[10]。
- 2月
  - 2月21日 - 大映、過度経済力集中排除法による指定を受ける[10]。
  - 2月22日 - 東宝、過度経済力集中排除法の指定を受ける[12]。
- 3月
  - 山本嘉次郎、黒澤明ら『映画芸術協会』設立[13]。黒澤明は『静かなる決闘』（1949年）から『白痴』（1951年）までの映画を製作[13]。
  - 3月4日 - 東宝、本社を東京・銀座7丁目より有楽町の東宝文芸ビルに移転[11]。
  - 3月6日 - 菊池寛（作家・前大映社長、59歳）死去[11]。
  - 3月8日
    - 11歳の美空ひばり、 横浜国際劇場で歌手デビュー[14][15]。
    - 大阪興行場の入場制限実施[10]。

  - 3月11日 - 正月以来まちまちだった京阪神地区封切日、木曜日に再統一[10]。
  - 3月12日 - 『手をつなぐ子等』（監督：稲垣浩）、日本劇場で披露[10]、30日封切[16]。
- 4月
  - ニッポンシネマコーポレーション（NCC）設立[9][13][注 1]。
  - 三船敏郎、『醉いどれ天使』（黒澤明監督）で一躍スターとなる[17]。
  - 4月8日 - 東宝経営側、1,200名の解雇を通告（当時の従業員数約6,500人）[11][13][12]。4月16日、撮影所関係者に指名解雇状送付[11]、17日、労使間の交渉が決裂し、組合側が砧撮影所を占拠してストライキ突入〔東宝争議〕[11][13]。
  - 4月26日 - 東宝、新東宝を設立し、新東宝映画製作所の業務一切を継承[11]。
- 5月
  - 永田雅一と大澤善夫、公職追放が解除される[9]。
  - 5月15日 - 日本音楽著作権協会、映画の歌曲使用料値上げを通告[11]。
- 6月
  - ウィリアム・ワイラー監督『我等の生涯の最良の年』が有楽町スバル座で公開[13][注 2]。17週ロングランの新記録達成[13]。飢餓で苦しむ日本人に感銘を与えてヒット[14]。
  - 6月1日 - 東宝、砧撮影所をロックアウト[17]。
  - 6月15日 - 大映、永田雅一社長就任[10]。
- 7月
  - 7月12日 - 大映、理研映画製作の文化ニュース配給を契約[10]。
  - 7月14日 - 大映・松竹・東宝・新東宝・東横映画の劇映画5社、北陸震災（福井地震）見舞金として50万円拠出、東京都に寄託[10]。
  - 7月15日 - GHQ、事前検閲中止を通告[17]。事後検閲となる[11]。時代劇（武士道を連想させるチャンバラ、刺青など）に対する規制は残る[11]。
  - 7月31日 - 生フィルム[19]、平均1.77倍の値上げ[10]。
- 8月
  - 東京地裁、争議団籠城中の東宝組合に対し、砧撮影所明け渡しの仮処分を命令する[13][20]。8月19日、命令執行のため、武装警官2,500名、アメリカ占領軍第8軍の戦闘機・戦車・第1騎兵師団1個中隊が出動する[13][20][17][注 3]。組合側は組合活動の自由の約束を会社側から取り付けることで退去する[13]。
  - 松竹、大阪角座が洋画興行に転向[21]。
  - 8月1日
    - 封切館の入場料金40円（内税24円）が認められる[21]。二番館[22]以下35円に値上げ[10]
    - 入場税は国税から地方税に管掌が移行、税率は1円以上150%で据え置き[11]。

  - 8月23日 - 大映、三益愛子主演の映画『母』（小石栄一監督）公開[23]、ヒット[14]。その後、三益の「母もの」が続々と製作される[14]。
- 9月
  - 東京・浅草松竹座が洋画興行に転向[21]。
- 10月
  - 10月19日 - 東宝争議が労働組合幹部20名が退社することで収束する[13][24]。195日間にも及んだ第3次東宝争議が遂に解決[9][注 4]。11月19日、争議解決の正式調印する[24]。
  - 10月27日 - 東京都共同募金委員会、丸の内・ピカデリー劇場で各社映画による共同募金興行を実施（30日まで）。
- 11月
  - ソビエト連邦のカラー映画『シベリア物語』が大ヒット[13]。
- 12月
  - 大映と東横映画、集中排除法の指定から解除される[9][注 5]。
  - 東宝教育映画創立[6]。
  - 大映、南米へ『花咲く家族』（千葉泰樹監督）、戦後初輸出[10]。

## 周年
- 創立25周年
  - ウォルト・ディズニー・プロダクション

## 日本の映画興行
- 入場料金（大人） 
  - 20円 → 40円（東京の邦画封切館）[25][注 6]
- 入場者数 7億5866万人（1年間に1人平均9.5回鑑賞）[27]

| 映画製作会社 | 公開本数 |
| ------------ | -------- |
| 松竹         | 42       |
| 東宝         | 6        |
| 大映         | 37       |
| 新東宝       | 20       |
| 東横映画     | 10       |
| その他       | 8        |
| 合計         | 123      |

出典：『映画統計資料 : 昭和21年1月-30年12月(10年間)』日本映画連合会、1956年、1頁。NDLJP:1694281。

## 受賞
- 第21回アカデミー賞
  - 作品賞 - 『ハムレット』 - トゥー・シティズ・フィルムズ
  - 監督賞 - ジョン・ヒューストン - 『黄金』
  - 主演男優賞 - ローレンス・オリヴィエ - 『ハムレット』
  - 主演女優賞 - ジェーン・ワイマン - 『ジョニー・ベリンダ』
  - 助演男優賞 - ウォルター・ヒューストン - 『黄金』
  - 助演女優賞 - クレア・トレヴァー - 『キー・ラーゴ』
- 第6回ゴールデングローブ賞
  - 作品賞 - 『ジョニー・ベリンダ』、『黄金』
  - 主演男優賞 - ローレンス・オリヴィエ - 『ハムレット』
  - 主演女優賞 - ジェーン・ワイマン - 『ジョニー・ベリンダ』
  - 監督賞 - ジョン・ヒューストン - 『黄金』
- 第9回ヴェネツィア国際映画祭
  - 最高賞 - 『ハムレット』 - ローレンス・オリヴィエ監督、 イギリス
- 第22回キネマ旬報ベスト・テン
  - 外国映画第1位 - 『ヘンリィ五世』
  - 日本映画第1位 - 『醉いどれ天使』
- 第3回毎日映画コンクール
  - 日本映画大賞 - 『醉いどれ天使』
- 都民映画コンクール賞
  - 『誘惑』[28]・『わが生涯のかがやける日』・『醉いどれ天使』・『手をつなぐ子等』・『王将』（順不同）[29](pp33 - 40)[注 7]
- 第3回文部省芸術祭賞
  - 映画部門 - 『蜂の巣の子供たち』・『王将』[30][29](p40)

## 生誕
- 1月3日 - 中村晃子、 日本、女優・歌手
- 1月10日 - あおい輝彦、 日本、男優・歌手
- 1月14日 - カール・ウェザース、 アメリカ合衆国、男優・フットボール選手
- 1月16日 - ジョン・カーペンター、 アメリカ合衆国、映画監督・プロデューサー・脚本家
- 1月29日 - マーク・シンガー、 カナダ、男優
- 2月5日 - バーバラ・ハーシー、 アメリカ合衆国、女優
- 2月20日 - ジェニファー・オニール、 ブラジル、女優
- 2月22日 - ジョン・アシュトン、 アメリカ合衆国、男優
- 2月28日 - マイク・フィギス、 イギリス、映画監督・脚本家
- 2月28日 - バーナデット・ピーターズ、 アメリカ合衆国、女優
- 2月28日 - マーセデス・ルール、 アメリカ合衆国、女優
- 3月11日 - ドミニク・サンダ、 フランス、女優
- 3月14日 - ビリー・クリスタル、 アメリカ合衆国、女優・コメディアン
- 3月25日 - ボニー・ベデリア、 アメリカ合衆国、女優
- 3月26日 - いしだあゆみ、 日本、女優・歌手
- 3月28日 - ダイアン・ウィースト、 アメリカ合衆国、女優
- 3月29日 - バッド・コート、 アメリカ合衆国、男優
- 5月20日 - 玄田哲章、 日本、声優
- 5月21日 - ジョナサン・ハイド、 オーストラリア、男優
- 6月22日 - 笹野高史、 日本、男優
- 6月28日 - キャシー・ベイツ、 アメリカ合衆国、女優
- 7月30日 - ジャン・レノ、 フランス、男優
- 8月8日 - 前田美波里、 日本、女優
- 8月10日 - 角野卓造、 日本、男優
- 9月7日 - スーザン・ブレイクリー、 アメリカ合衆国、女優
- 9月10日 - 大信田礼子、 日本、女優
- 9月19日 - ジェレミー・アイアンズ、 イギリス、男優
- 10月2日 - パーシス・カンバッタ、 インド、女優・モデル
- 10月17日 - マーゴット・キダー、 カナダ、女優
- 11月3日 - 柄本明、 日本、男優
- 11月10日 - ヴィンセント・スキャヴェリ、 アメリカ合衆国、女優
- 11月12日 - 銀河万丈、 日本、声優
- 11月28日 - アニエスカ・ホランド、 ポーランド、映画監督・脚本家
- 12月6日 - ジョベス・ウィリアムズ、 アメリカ合衆国、女優・映画監督
- 12月12日 - トム・ウィルキンソン、 イギリス、男優
- 12月14日 - ディー・ウォレス・ストーン、 アメリカ合衆国、女優
- 12月21日 - サミュエル・L・ジャクソン、 アメリカ合衆国、男優・プロデューサー
- 12月27日 - ジェラール・ドパルデュー、 フランス、男優

## 死去
| 日付 | 日付 | 名前                         | 出身国         | 年齢 | 職業               |
| 2月  | 11日 | セルゲイ・エイゼンシュテイン | ロシア帝国     | 50   | 映画監督           |
| 7月  | 5日  | キャロル・ランディス         | アメリカ合衆国 | 29   | 女優               |
| 7月  | 15日 | ウィリアム・セリッグ         | アメリカ合衆国 | 84   | 映画スタジオ設立者 |
| 7月  | 23日 | D・W・グリフィス             | アメリカ合衆国 | 73   | 映画監督           |
| 8月  | 13日 | エレン・ハンマーシュタイン   | アメリカ合衆国 | 51   | 女優               |